# Niżnij Biestiach
Niżnij Biestiach (ros. Нижний Бестях) – osiedle typu miejskiego w Rosji, w Jakucji (Republice Sacha), сentrum administracyjne ułusu megino-kangałaskiego.
Leży na Płaskowyżu Nadleńskim na prawym brzegu Leny, naprzeciwko Jakucka; ważny węzeł drogowy po prawej stronie Leny (z przeprawą promową do Jakucka), połączenia z miejscowościami: Magadan, Tynda, Ust-Maja.
W dniu 28 lipca 2019 roku, zostało uruchomione połączenie pasażerskie z Tommot. Oznacza to, że w ten sposób skomunikowano nieopodal leżący Jakuck linią kolejową z Moskwą. Kwestią przyszłościową pozostaje powstanie mostu lub tunelu bezpośrednio przez/pod rzeką Leną do samego miasta Jakucka.